# Retrato de Juan de Pareja
El retrato de Juan de Pareja es uno de los más destacados retratos pintados por Velázquez, conservado en el Museo Metropolitano de Arte de Nueva York, donde ingresó en 1971.

## Historia y técnica
Juan de Pareja, esclavo de Velázquez, era originario de Antequera (Málaga). Morisco, «de generación mestiza y de color extraño», según Palomino, ayudaba a Velázquez en las tareas de moler los colores y preparar los lienzos. Esta costumbre de tener esclavos como ayudantes estaba, al parecer, extendida en Sevilla entre los pintores, pues Francisco Pacheco, maestro de Velázquez, tenía un turco que le ayudaba, y su condiscípulo Francisco López Caro estuvo en posesión de un esclavo negro. 
El mismo año en que se fecha el retrato, el 23 de noviembre de 1650, en Roma, Velázquez le otorgó carta de libertad, efectiva a los cuatro años a condición de que en ese tiempo no huyese ni cometiese actos criminales. Juan de Pareja fue pintor él mismo, imitando en sus retratos los de su maestro. Antonio Palomino destacó su «singularísima habilidad» para los retratos, de los cuales, añadía, «yo he visto algunos muy excelentes, como el de José de Ratés (arquitecto en esta Corte) [actualmente en el Museo de Bellas Artes de Valencia] en que se conoce totalmente la manera de Velázquez, de suerte, que muchos lo juzgan suyo». En sus composiciones religiosas, sin embargo, se mostró «completamente ajeno a la contención velazqueña» aproximándose a las corrientes del pleno barroco y a los modos de hacer de Francisco Rizi o Carreño. Buen ejemplo de ello es su Vocación de San Mateo (Museo del Prado), fechada en 1661, cuadro en el que incluyó su autorretrato entre los asistentes a la escena llevando un papel con su firma, autorretrato que sirvió para identificar al sujeto representado en esta obra velazqueña y relacionarla con el retrato de Juan de Pareja del que se tenía noticia por fuentes antiguas. Curiosamente, en el retrato que hace de sí mismo, como parte de la composición mencionada, se presenta con los rasgos más afilados y el color de la piel más claro, marcando así una diferencia en relación con el retrato que le hace Velázquez. 
El retrato fue pintado en 1650, durante el segundo viaje a Italia de Velázquez y que, a diferencia del primer viaje de estudios, tenía como misión adquirir obras, principalmente estatuas clásicas, y contratar fresquistas para decorar los palacios de Felipe IV.

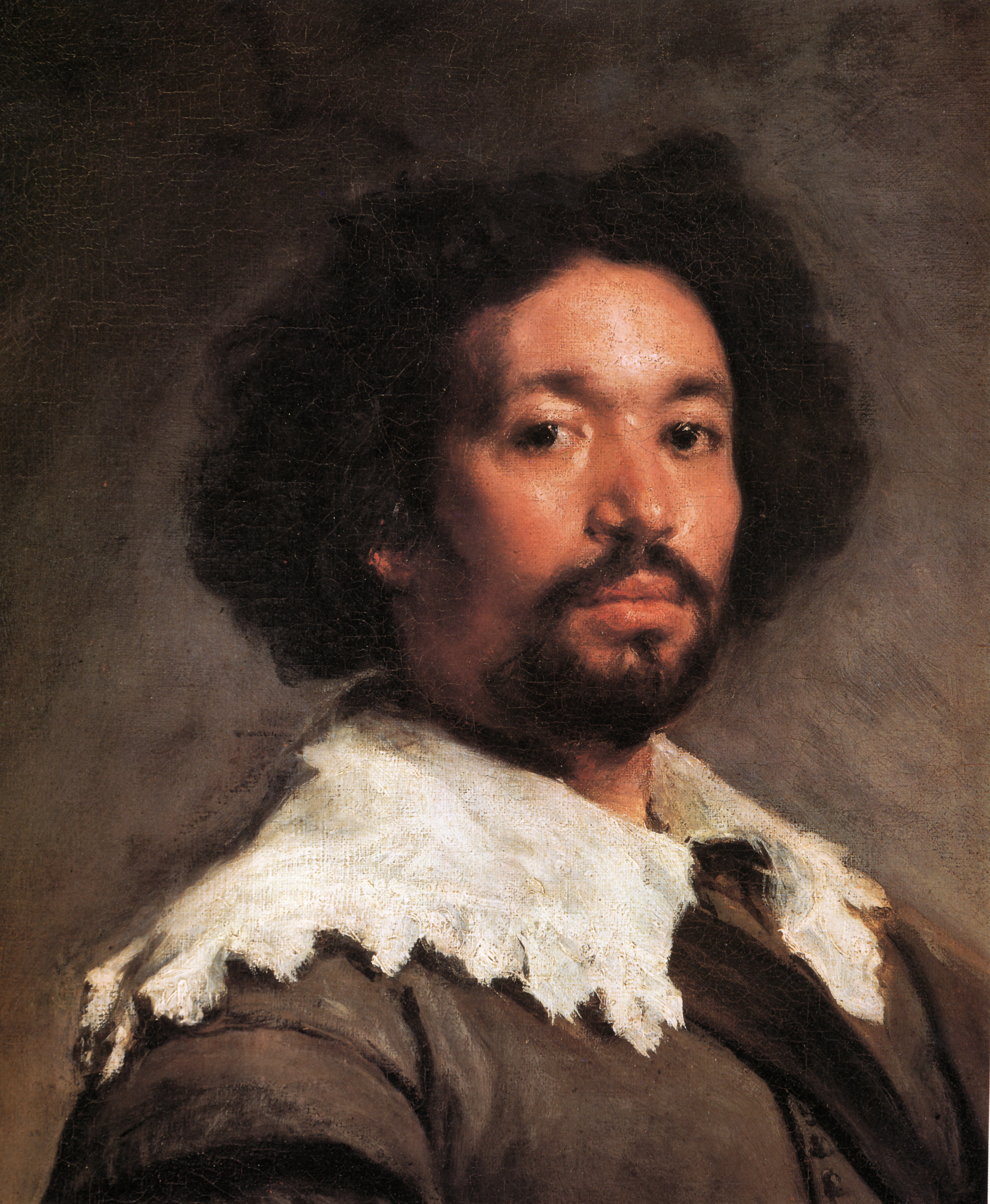
Detalle del rostro.

El retrato fue pintado algo antes de realizar el retrato del Papa Inocencio X. Palomino afirmó, y así se ha venido repitiendo, que lo hizo para ejercitarse antes de pintar al Papa, pues llevaba algunos meses sin coger los pinceles. El biógrafo cordobés añadía que el cuadro se expuso en la «Rotonda» con ocasión de la fiesta de San José, patrón de la Congregación de los Virtuosos del Panteón, el 19 de marzo de 1650. Allí pudo verlo el pintor flamenco Andrés Smith, quien informaba a Palomino que estando expuesto entre muchas otras obras antiguas y modernas, «a voto de todos los pintores de diferentes naciones, todo lo demás parecía pintura, pero éste solo verdad», siendo por él recibido académico en la citada Congregación. En realidad, se sabe que entre un retrato y otro pasaron algunos meses, dado que Velázquez no retrató al Papa hasta agosto de ese año y, por otra parte, su admisión como académico había tenido lugar algo antes de su exposición, pues consta que ya lo era en el mes de febrero.
El cuadro debió de quedar en Roma al regreso de Velázquez. La primera noticia probable que de él se tiene es de 1704, inventariado en la colección de monseñor Ruffo, maestro de cámara del Papa y miembro de una familia vinculada a España, donde era citado como retrato de «un servo che fu servitore del Sr. Diego Velasquez (...) cosa stupenda». El mismo, o una copia, perteneció luego a la colección del cardenal Acquaviva, donde Preciado de la Vega lo vio en 1765 en el palacio del cardenal Trajano. A finales del siglo XVIII había pasado a Nápoles, donde lo compró sir William Hamilton. El retrato permaneció por largo tiempo en diversas colecciones británicas, siendo identificado en 1848 por primera vez con el original de Velázquez por Stirling, comparándolo con la copia entonces existente en la colección Howard y actualmente conservada en la Hispanic Society of America. Tras conservarse durante más de un siglo y medio en Longford Castle, mansión de los condes de Radnor, fue subastado en Christie's (Londres) el 27 de noviembre de 1970, alcanzando un récord de precio (2,31 millones de libras, unos 5,54 millones de dólares), y pasó a ser una de las joyas principales del museo de Nueva York.
Velázquez retrata a Juan de Pareja de medio perfil y con la cabeza ligeramente girada hacia el espectador, al que mira con fijeza. Viste con elegancia capa y valona con encajes de Flandes. La luz incide directamente sobre la frente y se difunde con brillos broncíneos por la tez morena. La figura se recorta nítidamente sobre el fondo neutro a pesar de su reducida gama cromática, en la que dominan los verdes de distintas intensidades. El gesto es altivo y seguro. La mirada ladeada refleja, especialmente, ese carácter altivo y serio. Velázquez, como ya ocurría en sus retratos de bufones, es capaz de dotar de dignidad a los personajes que, por su profesión o condición, carecen de ella en la consideración social.

## Homenaje de Braun-Vega
En 2000, el pintor peruano Herman Braun-Vega, para quien el mestizaje es un tema recurrente, puso pincel y paleta en manos del mestizo, esclavo de Velázquez, en su cuadro Juan de Pareja reemprendiendo las Meninas después de Picasso (Velázquez). Con ello hace un guiño a Juan de Pareja, que como esclavo sólo podía pintar a escondidas. En su cuadro, sin embargo, Braun-Vega representa a Juan de Pareja pintando una versión inspirada en los estudios cubistas de Picasso sobre Las Meninas de Velázquez. De este modo, Braun-Vega rinde un triple homenaje a los pintores Juan de Pareja, Velázquez y Picasso. 